# Zalla
Zalla è un comune spagnolo di 7 857 abitanti situato nella comunità autonoma dei Paesi Baschi.